# فاستنبيرغ
فاستنبيرغ هو جبل في ساكسونيا, في شرقي ألمانيا.